# Elaphoglossum cubense
Elaphoglossum cubense är en träjonväxtart som först beskrevs av Georg Heinrich Mettenius, och fick sitt nu gällande namn av Carl Frederik Albert Christensen. Elaphoglossum cubense ingår i släktet Elaphoglossum och familjen Dryopteridaceae. Inga underarter finns listade.